# Lespéron
 Lespéron  (en occitano L'Esperon) es una población y comuna francesa, ubicada en la región de Ródano-Alpes, departamento de Ardèche, en el distrito de Largentière y cantón de Coucouron.

## Demografía
| 366 | 302 | 234 | 251 | 239 | 273 |
| Para los censos de 1962 a 1999 la población legal corresponde a la población sin duplicidades (Fuente: INSEE [Consultar]) |     |     |     |     |     |